# Virginia Slims of Fort Lauderdale 1971
Il Virginia Slims of Fort Lauderdale 1971 è stato un torneo di tennis giocato sulla terra rossa. È stata la 1ª edizione del torneo, che fa parte del Virginia Slims Circuit 1971. Si è giocato a Fort Lauderdale negli USA dal 15 al 21 febbraio 1971.

## Campionesse

### Singolare
Françoise Dürr ha battuto in finale  Billie Jean King con il punteggio di 6–3, 3–6, 6–3

### Doppio
- Doppio non disputato